# Bogengang (Sport)

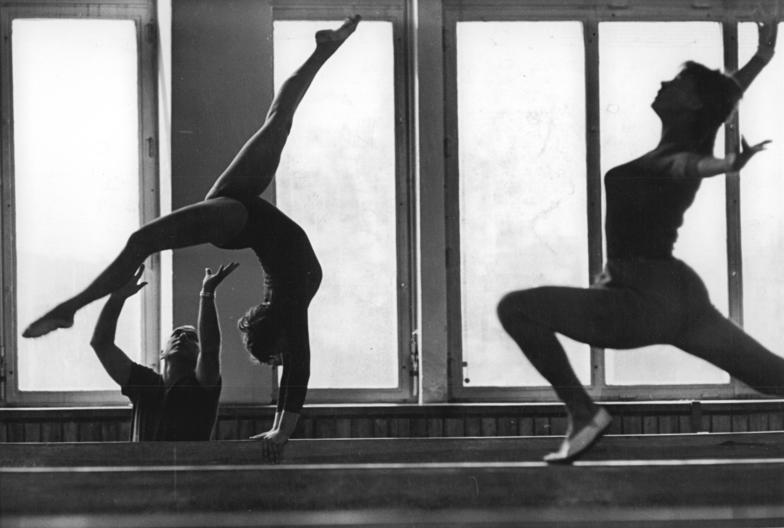
Bogengang (links) auf dem Schwebebalken

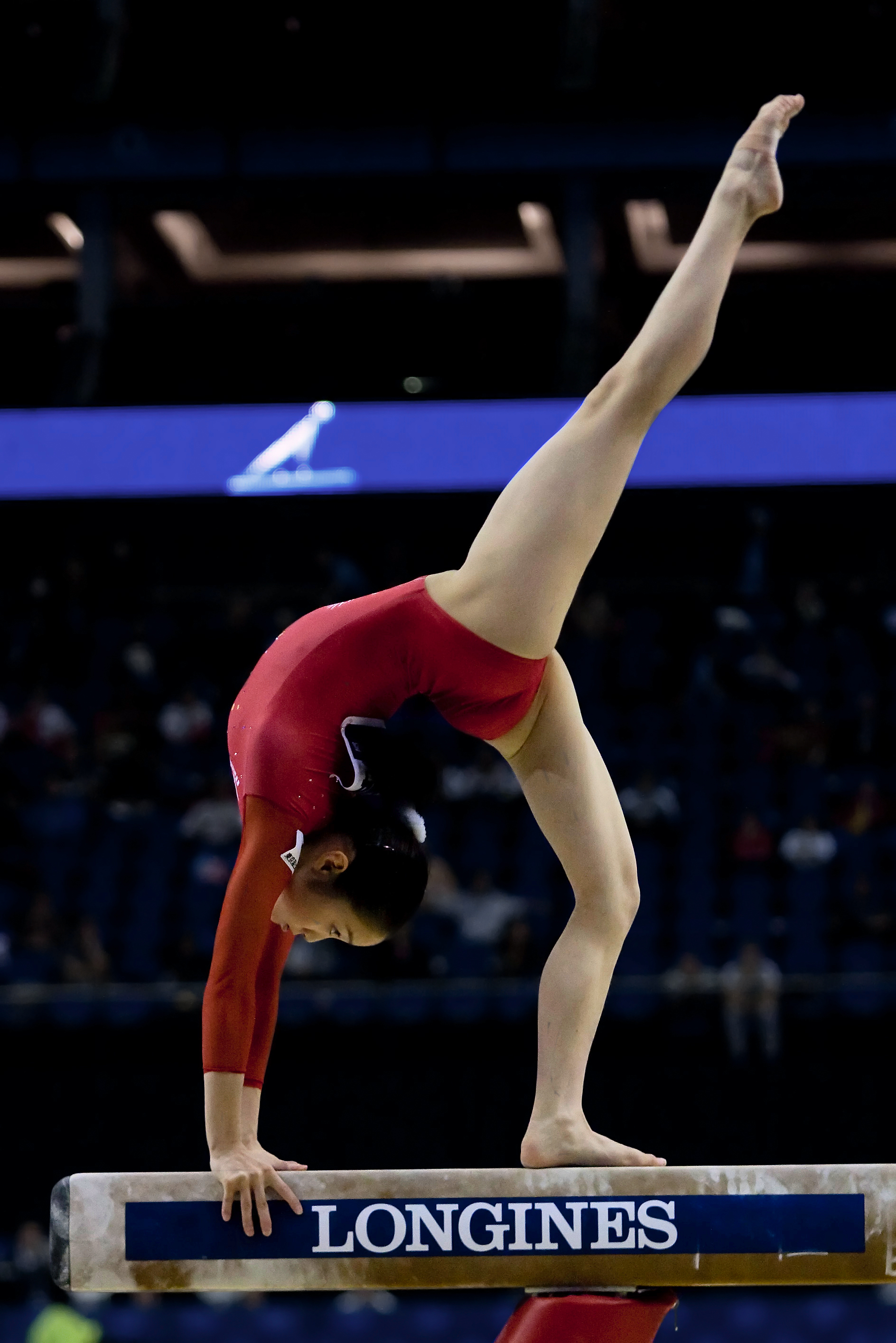
Koko Tsurumi beim Bogengang rückwärts

Der Bogengang ist ein Element im Gerätturnen und in der Rhythmischen Sportgymnastik. Terminologisch richtig wird der Bogengang je nach Bewegungsrichtung als langsamer Handstützüberschlag rückwärts bzw. vorwärts bezeichnet. Das Element wird am Boden oder auf dem Schwebebalken geturnt.

## Bewegungsablauf

### Bogengang rückwärts
Beim Bogengang rückwärts führt der Turner das Schwungbein aus dem einbeinigen Stand über die Waagerechte. Die Arme befinden sich dabei in Hochhalte. Während er das Schwungbein in die Senkrechte hebt, zieht der Turner die Arme nach hinten, bis die Hände unter dem Körper auf dem Boden aufgesetzt werden können. Zeitgleich mit dem Handaufsatz, drückt der Turner sich mit dem Standbein vom Boden ab. Danach führt der Turner das Schwungbein über die Senkrechte hinaus und streckt den Oberkörper. Die Beine werden bis zum Spagat gespreizt. Anschließend wird das Schwungbein langsam abgesenkt. Nach dem Aufsetzen des ersten Fußes richtet sich der Turner auf und führt die Arme wieder in Hochhalte.

### Bogengang vorwärts
Beim Bogengang vorwärts führt der Turner die Arme zunächst in Hochhalte und geht in einen tiefen Ausfallschritt. Während der Turner den Oberkörper nach vorne absenkt, führt er das Schwungbein über die Waagerechte. Mit dem Aufsetzen der Hände sollte sich das Schwungbein fast in der Senkrechte befinden. Mit dem Standbein drückt der Turner sich ab, während er das Schwungbein über die Senkrechte hinaus führt. Die Beine werden zum Spagat gespreizt. Dann wird das Schwungbein zum Boden abgesenkt. Während er das andere Bein über der Waagerechten hält, setzt der Turner das Schwungbein auf. Die Hände lösen sich vom Boden. Zum Schluss zieht der Turner das über der Waagerechten gehaltene Bein nach unten und damit den Oberkörper nach oben. Er endet im Stand. Die Arme befinden sich wieder in Hochhalte.

## Ausführungsvariationen

Sitzbogengang

Eine mögliche Ausführungsvariation ist der Bogengang rückwärts aus dem Langsitz, auch Sitzbogengang genannt. Im Code de Pointage wird außerdem unter anderem die Hintereinanderausführung eines Bogengang vorwärts mit direkt anschließendem Bogengang rückwärts als Tic-Tac aufgeführt. Hierbei verlassen die Hände den Boden nicht. Außerdem kann der Bogengang in beiden Bewegungsrichtungen mit verschiedenen Angängen am Balken kombiniert werden, oder auch mit weiteren Elementen wie zum Beispiel Handstanddrehungen.

## Voraussetzungen
Um einen sauberen Bogengang turnen zu können, muss ein Handstand sicher beherrscht werden. Zudem muss eine ausreichende Schulterbeweglichkeit vorhanden sein, da sonst die Gefahr besteht, dass der Bogengang in starkem Maße durch ein Hohlkreuz geturnt wird. Daher ist der Bogengang auch nicht Bestandteil der Pflichtübungen des Deutschen Turner-Bunds.